# Йохан Ервайн фон Грайфенклау цу Фолрадс
Йохан Ервайн фон Грайфенклау цу Фолрадс (на немски: Johann Erwein Freiherr von Greiffenclau zu Vollrads; Johann Erwein Freiherr von Greiffenclau-Vollrads; * 19 февруари 1663, дворец Фолрадс (в Оещрих-Винкел) или в Кьонигщайн им Таунус; † 1 март 1727, Майнц) от стария благороднически род Грайфенклау в Рейнгау в днешен Хесен, е фрайхер на Грайфенклау-Фолрадс, бургграф на Фридберг в Хесен (1710 – 1727) и вицедом на Рейнгау.

## Биография
Фамилията Грайфенклау е една от най-старите фамилии в Европа, служи като „министериали“ при Карл Велики. Фамилията е прочута с нейните лозя и правене на вино. От 1320 до 1997 г. дворецът Фолрадс е главната резиденция на фамилията. През 1664 г. фамилията е издигната на имперски фрайхер и от 1674 г. имат титлата наследствен трусес на Курфюрство Майнц.
Той е син на фрайхер Георг Филип фон Грайфенклау цу Фолрадс (1620 – 1689), оберамтман на Курфюрство Майнц в Кьонигщайн им Таунус, и втората му съпруга Анна Маргарета фон Бузек († 8 декември 1696), дъщеря на Хенрих Райнхард фон Бузек († пр. 1641) и Анна Елизабет фон Райнберг († 1645).
По-малките му неженени братя са фрайхер Франц Фридрих фон Грайфенклау и Фолрадс (1666 – 1729, Бамберг) и фрайхер Кристоф Хайнрих Грайфенклау фон Фолрадс (1672 – 1727, Вюрцбург). По-малък полубрат е на фрайхер Йохан Филип фон Грайфенклау цу Фолрадс (1652 – 1719), княжески епископ на Вюрцбург (1699 – 1719).
Йохан Ервайн фон Грайфенклау-Фолрадс е императорски имперски дворцов съветник, наследствен трухсес на Курфюрство Майнц, вицтум в Рейнгау, рицар-хауптман на среднорейнските имперски рицари и от 1710 до 1727 г. бургграф на Фридберг. Той особено много се интересува от подреждането на фамилния дворец Фолрадс.

## Фамилия
Първи брак: на 29 юни 1688 г. с фрайин Анна Лиоба фон Зикинген-Зикинген (* 1666, Майнц; † 12 септември 1704, Майнц), дъщеря на фрайхер Франц фон Зикинген (1629 – 1715, Майнц) и графиня Анна Маргарета фон Метерних-Винебург-Байлщайн († 1700, Хайделберг). Те имат осем деца:
- Франц Филип Георг фон Грайфенклау цу Фолрадс (1689 – 1689)
- Карл Филип Хайнрих фон Грайфенклау цу Фолрадс (* 1 декември 1690; † 25 ноември 1754), имперски фрайхер, княжески епископ на Вюрцбург (1749 – 1754)
- Анна фон Грайфенклау цу Фолрадс (1692 – ?)
- Франц Ервайн Фердинанд фон Грайфенклау цу Фолрадс (* 8 април 1693; † 16 април 1720)
- Лотар Готхард/Годфрид Хайнрих фон Грайфенклау цу Фолрадс (* 9 септември 1694, Фолрадс; † 23 септември 1771, Вюрцбург), фрайхер, женен I. за Мария Анна Франциска Естер Шенк фон Щауфенберг (* 1 март 1697; † 26 август 1723), II. (3/4 февруари 1725, Майнц) за Анна Магдалена Маргарета фон Хоенек (* 1697; † 29 ноември 1768)
- Мария Анна фон Грайфенклау цу Фолрадс (* 9 ноември 1695; † 8 октомври 1768), омъжена за Волф Еберхард Кемерер фон Вормс фрайхер фон Далберг (* 30 май 1679; † 12 декември 1737)
- Вилдерих Дамиан фон Грайфенклау цу Фолрадс (* 1698; † 7 септември 1704, Лангеншвалбах)
- Мария Терезия Хелена фон Грайфенклау цу Фолрадс (* 18/19 август 1701, Фолрадс; † 15 януари 1747, Рудно), фрайин, омъжена за Франц Волф фрайхер фон Щехов († 20/22 януари 1758)

Втори брак: на 8 февруари 1705 в Майнц с фрайин Мария Катарина Котвитц фон Ауленбах († 24/27 октомври 1715, Фридберг). Те имат две деца:
- Йохан Филип Йозеф Игнац фон Грайфенклау и Фолрадс (* ок. 1708), фрайхер
- Анна Лиобе Франциска Ксаверия фон Грайфенклау и Фолрадс (* ок. 1712), омъжена за фрайхер Анселм Карл Хайнрих фон Варсберг

Трети брак: на 18 март 1716/1718 с графиня Мария Анна Валдбот фон Басенхайм († 5 март 1719), вдовица на граф Йохан Ервайн фон Шьонборн (* 13 юли 1654; † 29 ноември 1705), дъщеря на граф Франц Емерих Вилхелм Валдбот фон Басенхайм (1648 – 1720) и фрайин Мария Адолфина Терезия фон Лееродт († 1723). Те имат две деца:
- Мария Магдалена Грайфенклау фон Фолрадс (* 5 март 1719)
- Франц Карл Грайфенклау фон Фолрадс (* 1721)

Четвърти брак: през 1719 с фрайин Мария Доротея фон и цу Франкенщайн (* ок. 1693; † 9 януари 1756, Майнц). Те имат пет деца:
- Мария Анна София фон Грайфенклау и Фолрадс (* 15 април 1722, Фридберг, Хесен; † 20/24 октомври 1758, Ебнет), омъжена за фрайхер Йохан Фердинанд фон Зикинген-Хоенбург (* 21 януари 1715; † 23 ноември 1772)
- Дамиан Хуго Казимир Фридрих фон Грайфенклау и Фолрадс (* 5 юни 1723; † 11 март 1786, Майнц), фрайхер
- Филип Ернст Марзил Фердинанд фон Грайфенклау и Фолрадс (* 30 юни 1724; † 23 август 1746, Фрайбург им Брайзгау), фрайхер
- Франц Карл Филип Антон фон Грайфенклау и Фолрадс (* пр. 18 януари 1726; † 8 декември 1787, Брухзал), фрайхер
- Адолф Вилхелм Франц фон Грайфенклау цу Фолрадс (* пр. 14 януари 1727; † 25 май 1763, фрайхер, женен за Мария Йохана Катарина Амалия Фрай фон Дерн (* пр. 28 декември 1736; † 9 ноември 1794)